# Elding Oscarson Arkitekter

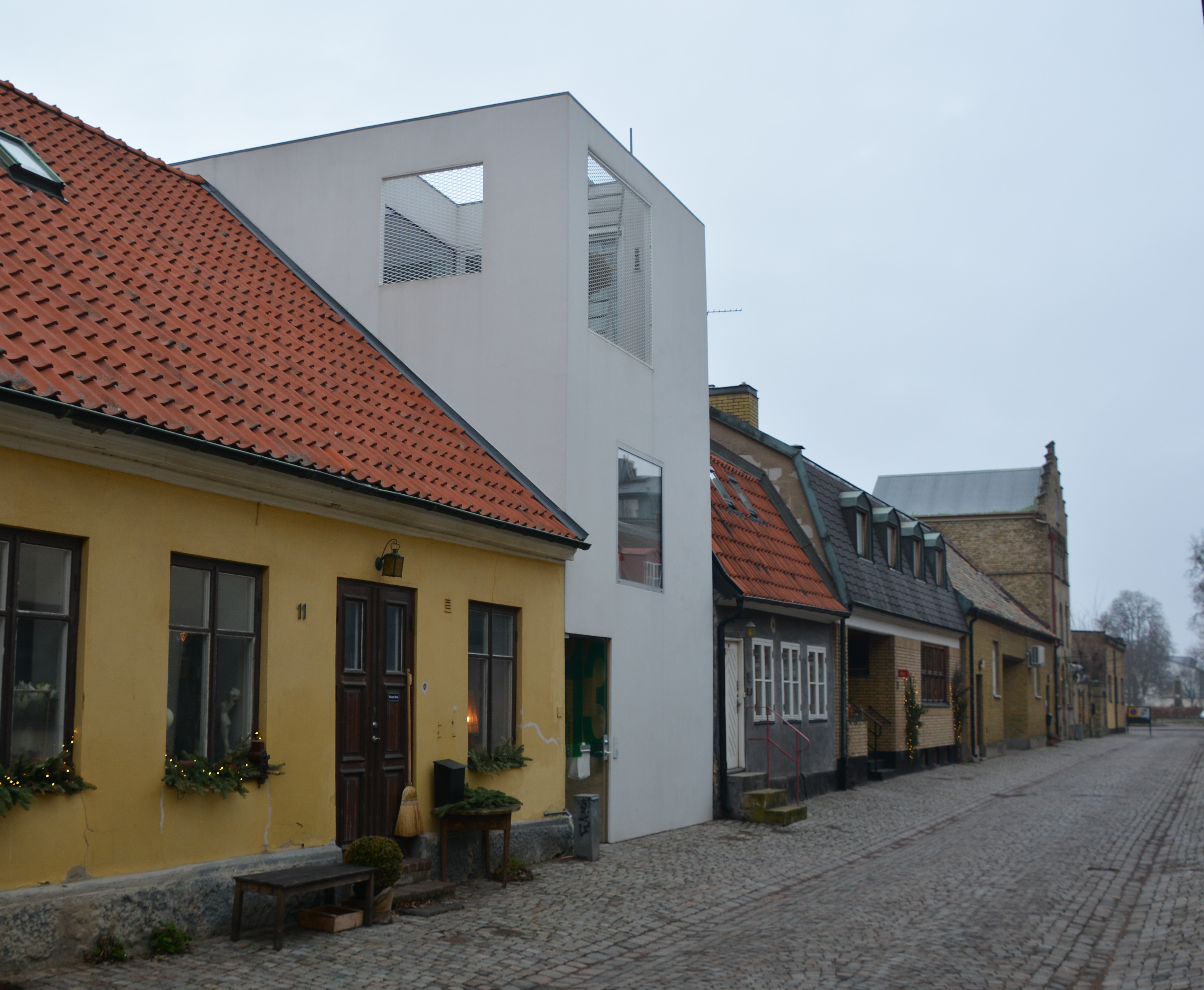
Bostadshuset Townhouse i Landskrona, 2009

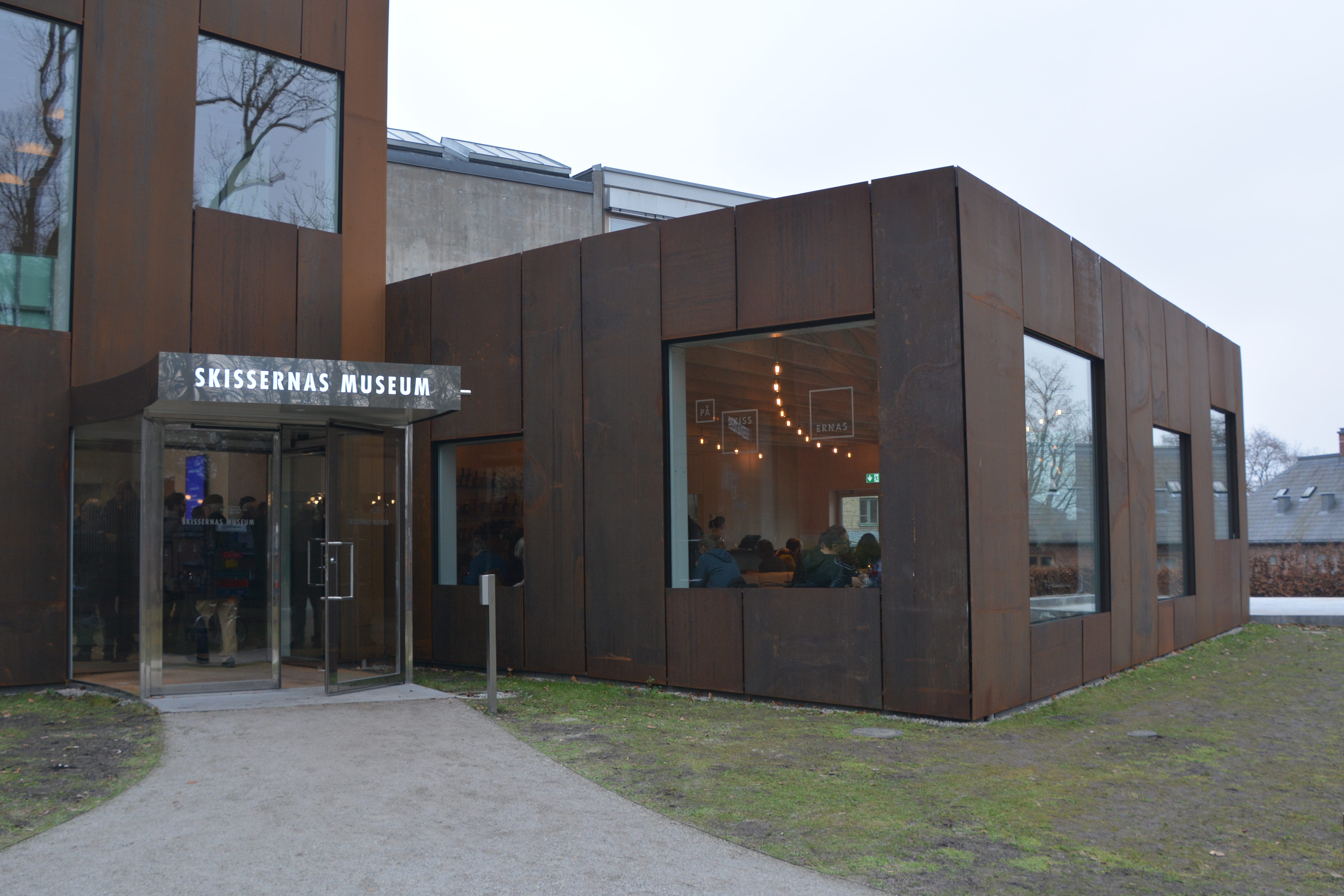
Ny entré till Skissernas museum i Lund 2017

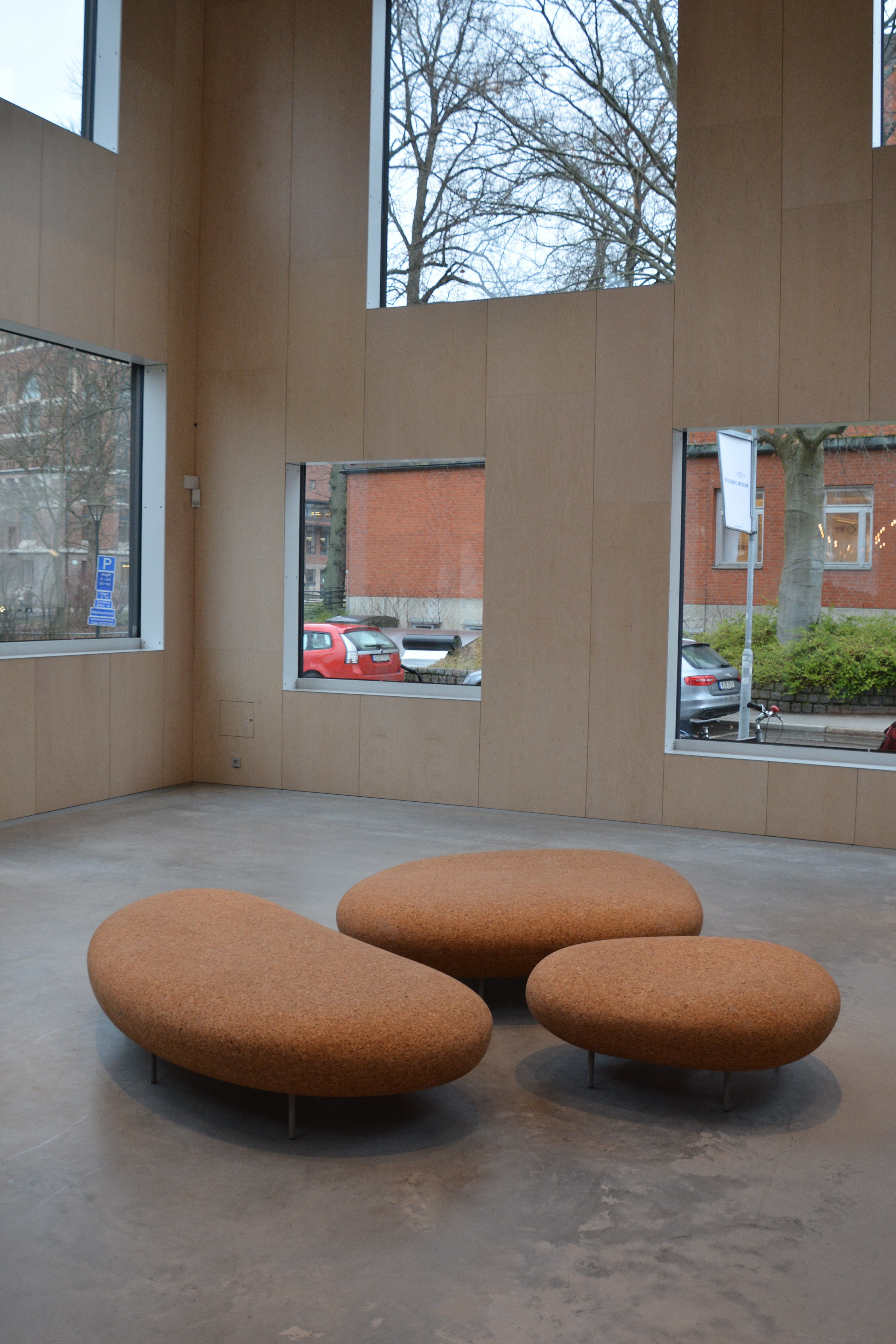
Skissernas museums foajé med sittplatser i massiv kork.

Elding Oscarson Arkitekter AB är ett svenskt arkitektkontor i Stockholm.
Elding Oscarson Arkitekter grundades 2007 av arkitekterna Jonas Elding (född 1972 i Lund) och Johan Oscarson (född 1974 i Lund). Båda har examen från Lunds tekniska högskola vid Lunds universitet från 1990-talets slut. Innan de startade gemensamt arkitektkontor var Elding anställd på SANAA i Tokyo och Oscarson på Sandellsandberg i Stockholm. Elding Oscarson har utmärkt sig genom projekt i flera skalor från privathus och inredning till större publika byggnader. 2017 tilldelades deras tillbyggnad av Skissernas museum i Lund Kasper Salin-priset. I januari 2018 vann Elding Oscarson och C.F. Møller Architects uppdraget för utformningen av Lunds nya centralstation i en arkitekttävling.

## Byggnader i urval
- Townhouse i Landskronas innerstad från 2009, nominerades för 2010 års Kasper Salinpris[3] och tilldelades Skånes Arkitekturpris samma år[4].
- No Picnic, kontorsombyggnad, 2011, Storgatan, Stockholm[5], tilldelades Guldstolen 2012[6].
- Mölle by the Sea, villa, 2013, Mölle, tilldelades Villapriset 2016[7] och var nominerat till Träpriset samma år[8].
- Nerima House, villa, 2015, Tokyo[9][10].
- Skissernas Museum, tillbyggnad av Skissernas museum i Lund, 2017, vinnare av Lunds stadsbyggnadspris och Kasper Salin-priset samma år.
- Frihamnskyrkan, nybyggnad av kyrka om 8000 kvm BTA i Göteborg 2023.
- Wisdome Stockholm/Trähallen, tillbyggnad av Tekniska museet, 2023, vinnare av Kasper Salin-priset 2024.

## Kritik
Arkitektkontorets Townhouse Japan i Landskrona utnämndes till 2010 års fulaste nybygge av föreningen Arkitekturupproret.